# 蔡炳瑞

任廈門教區主教時蔡主教牧徽

蔡炳瑞（1966年9月15日—），聖名若瑟，是中國天主教福州總教區的主教，為教宗和中华人民共和国政府所承認。
蔡炳瑞1985年入上海佘山修院，1992年自修院畢業，1992年8月15日晉鐸。
1993年被選為厦门教区的教区署理。2007年11月19日被任命为厦门教区主教。2010年5月8日就職。
2025年1月15日教宗將他調任，任命他为福州的主教。2025年1月23日就職。